# Jeg er bare den logerende
Jeg er bare den logerende er en dansk kortfilm fra 2005, der er instrueret af Lone Scherfig efter manuskript af hende selv og Niels Hausgaard.

## Handling
Denne artikel mangler et handlingsreferat. Hjælp os med at skrive det.